# Recques-sur-Course
Recques-sur-Course là một xã trong tỉnh Pas-de-Calais, vùng Hauts-de-France, Pháp.

## Địa lý
Recques-sur-Course is located 4 miles (6 km) north of Montreuil-sur-Mer trên đường D167, hai bên bờ sông Course,

## Dân số
| 1962                                                              | 1968 | 1975 | 1982 | 1990 | 1999 | 2006 |
| ----------------------------------------------------------------- | ---- | ---- | ---- | ---- | ---- | ---- |
| 184                                                               | 186  | 172  | 191  | 267  | 292  | 282  |
| Số liệu điều tra dân số tính từ năm 1962, dân số chỉ tính một lần |      |      |      |      |      |      |

## Địa điểm nổi bật
- Nhà thờ St.Leger, thế kỷ 13.
- Lâu đài thế kỷ 18 theo phong cách Louis XV.